# Старухин, Николай Алексеевич
Никола́й Алексе́евич Стару́хин (род. 17 мая 1969, посёлок Западный, Усть-Калманский район, Алтайский край) — кандидат исторических наук, научный сотрудник Сектора археографии и источниковедения.
Сфера научных интересов: археография, история и литература белокриницких старообрядческих общин XIX—XX вв. Основные направления научной работы связаны с поиском и введением в научный оборот памятников книжной культуры и реконструкцией крестьянских старообрядческих библиотек сибирского региона; изучение истории и литературы белокриницкого согласия XIX—XX веков.

## Биография
По окончании Чарышской средней школы Усть-Калманского района в 1986 году поступил на исторический факультет Барнаульского государственного педагогического университета (БГПУ). С 1989 года начал заниматься в историко-краеведческом кружке «Роза ветров» на факультете общественных профессий (ФОП) — «Музееведение». Позднее занимался в спецсеминаре академика Николая Покровского. С 1992 года лаборант лаборатории исторического краеведения в секторе устной истории БГПУ. В 1994 года окончил исторический факультет БГПУ.
С 1994 по 1998 год — научный сотрудник лаборатории «Историческое краеведение», сектор устной истории и этнографии БГПУ.
С 1996 года вёл спецкурс и читал лекции по истории раскола Русской церкви и истории старообрядчества для студентов старших курсов БГПУ и учителей в Алтайском краевом институте повышения квалификации.
В 1998—2000 годах аспирант кафедры отечественной истории БГПУ. С 2000 года руководил факультативом «Историческое краеведение» в средней школе посёлка Малиновка Томского района Томской области.
С апреля 2005 года соискатель в секторе археографии и источниковедения Института истории Сибирского отделения Российской академии наук (ИИ СО РАН). С июля 2005 года — старший лаборант, младший научный сотрудник, начальник археографического отряда сектора археографии и источниковедения ИИ СО РАН; инженер группы Музей науки и техники ИИ СО РАН.
С 2004 по 2010 год работал ассистентом кафедры истории и политологии НГТУ.
В 2012 году защитил диссертацию «Белокриницкое согласие Томской губернии во второй половине XIX — начале XX в. (этапы формирования и принципы организации)».
С июля 2013 года научный сотрудник сектора археографии и источниковедения ИИ СО РАН.

## Публикации
статьи
- Организация и деятельность противораскольнического братства св. Димитрия, митрополита Ростовского (1884—1885) // Алтайский сборник. Вып. XVIII. Барнаул, 1997. — С. 58—63.
- Старообрядчество // Документы по истории церквей и вероисповеданий в Алтайском крае (XVII — начало XVIII вв.). — Барнаул: Управление архивного дела администрации Алтайского края, 1997. — 408 с. — C. 240—316
- Материалы по истории Крестовоздвиженской старообрядческой церкви (обзор фонда 135 ЦХАФ АК) // Гуляевские чтения. Вып. I. Материалы 1, 2 и 3-й историко-архивных конференций. — Барнаул, 1998. — С. 292—298.
- Белокриницкое согласие на Алтае: Барнаульская Крестовоздвиженская церковь // Старообрядчество: история и культура. Барнаул, 1999. — С. 93 — 103.
- Старообрядцы // Документы по истории церквей и религиозных объединений в Алтайском крае (1917 −1998 гг.). — Барнаул: Управление архивного дела администрации Алтайского края, 1999. — 382 с. — C. 205—231.
- Старообрядчество Алтая: исторический очерк // Старообрядчество: история, культура, современность. Т. I. Материалы VII международной научной конференции: «Старообрядчество: история, культура, современность». — М., 2005. — С. 328—332.
- Новые источники по истории белокриницких общин Томско-Алтайской епархии // Общественное сознание населения России по отечественным нарративным источникам XVI—XX вв. — Новосибирск, 2006. — С. 262—281.
- Сибирские белокриницкие скиты в 1870—1890-х г. по материалам делопроизводства (к проблеме создания скитской организации) // Памятники отечественнойкнижности: новые тексты, новые интерпретации. Новосибирск, 2007. — С. 275—296.
- Источники по истории скитской организации сибирских белокриницких общин (1870—1900-е гг.) // Общественное сознание и литература России: источники и исследования. Новосибирск, 2008. — С. 309—330.
- Проблемы изучения творческого наследия старообрядческого писателя Г. А. Страхова // Гуманитарные науки в Сибири. 2009. — № 3. — С. 113—115.
- Неокружнический конфликт и полемика вокруг моления за «инославных» царей в белокриницком согласии (1860—1900-е гг.) // Вестник НГУ. Т. 9. Вып. 1: История. — Новосибирск, 2010. — С. 255—259.
- Игумен Казанского белокриницкого скита Феофилакт (Савкин) и его эпистолярное наследие // Гуманитарные науки в Сибири. 2013. — № 1. — С. 81-84.
- Ветка в книжной и идейной традиции староверов-«австрийцев» (вторая половина XIX в.) // Проблемы российско-польской истории и культурный диалог: материалы международной научной конференции (Новосибирск, 23-24 апреля 2013 г.) — Новосибирск, 2013. — С. 436—443.
- Проблемы внутренней организации в белокриницком согласии в 1850—1860-х гг. (по нормативным памятникам) // Тексты источников по истории России и национальная культурная традиция. Новосибирск, 2014. — С. 69-84.
- Неизвестное сочинение сибирского белокриницкого писателя Г. А. Страхова «Оправдание старообрядствующей иерархии по пророку Ездре» // Гуманитарные науки в Сибири. 2014. — № 4. — С. 54-57.
- «Последние времена в сочинении „Показание истины“ старовера-„австрийца“ Г. А. Страхова» // Гуманитарные науки в Сибири. — № 3. 2015. — С. 24-28.
- «Показание истины» — неизвестное сочинение сибирских «австрийцев»// Религиозные и политические идеи в произведениях деятелей русской культуры XVI—XXI вв. — Новосибирск, 2015. — С. 206—212.
- «Воззвание к старообрядцам часовенным» — полемический памятник сибирских староверов-«австрийцев» // Гуманитарные науки в Сибири. 2016. — № 3. — С. 53-57.
- Белокриницкие неокружнические книги и рукописи из собрания ИИСО РАН // Археографические и источниковедческие аспекты в изучении истории России. — Новосибирск, 2016. — С. 224—229.
- Полемическое послание сибирских неокружников в газете «Старообрядец» инока Николы (Чернышева) // Духовная культура и общественная мысль России в лите-ратурных и исторических памятниках XVI—XXI вв. — Новосибирск, 2016. — С. 233—244.
- «Призыв к свету»: к вопросу организации образовательных учреждений белокриницкими староверами (по документальным источникам) // Красноярск: ООО ИД"Класс плюс", 2016. — С. 9-18
- «На торжестве злобы и лукавствия»: события русской революции в"Слове" белокриницкого епископа Антония (Паромова) // Гуманитарные науки в Сибири. 2017. — № 2. — С. 17-25. (1, 1 п.л.).
- «Россия страдает от розни и насилия»: из истории общественно-политических акций белокриницких староверов периода революции и гражданской войны // Старообрядчество и революция: сборник материалов научно-практической и богословской конференции с международным участием. Казань, 2017. — С. 118—124.
- Документы делопроизводства московской Белокриницкой архиепископии о ранних обществах староверов-«австрийцев» в Забайкалье // Известия Иркутского госу-дарственного университета. 2018.
- К 100-летию выпуска епархиального журнала «Сибирский старообрядец» // Сибирский старообрядец. — 2018—2019. — Вып. 10. — C. 1-5.
- «…Истинная церковь и ея учители должны быть мягки… и человеколюбивы… дабы не похитил адский волк овцу…»: материалы к канонизации епископа Антония (Паромова) // Сибирский старообрядец. 2018—2019. — Вып. 10

энциклопедические статьи
- Старообрядчество // Энциклопедия Алтая. Т. 2. — Барнаул, 1996. — С. 343—344.
- Беликов Д. Н. // Исследователи Алтайского края. XVIII — начало XX в.: библиографический словарь. Барнаул, 2000. — С. 31.
- Барнаульская Крестовоздвиженская церковь. Противораскольническое братство Димитрия Ростовского, Сибирский старообрядец // Барнаул: Энциклопедия. Барнаул, 2000. — С. 154, 57, 270.
- Алтайский край // Православная энциклопедия. — М., 2001. — Т. II : Алексий, человек Божий — Анфим Анхиальский. — С. 50. — 40 000 экз. — ISBN 5-89572-007-2. (часть статьи)
- Старообрядческая община г. Томска Русской православной старообрядческой церкви // Томская область: народы, культуры, конфессии: Энциклопедия / отв. ред. О. М. Рындина. Томск: Изд-во Том. ун-та. Томск, 2007. — С. 343—346.
- Амфилохий (Журавлев Афанасий Семенович) // Историческая энциклопедия Сибири. — Новосибирск, 2009. Т. 1. — С. 107.
- Афанасий (Федотов Амвросий Феофанович) // Историческая энциклопедия Сибири. — Новосибирск, 2009. — Т. 1. — С. 147. (в соавторстве с С. В. Бураевой).
- Мефодий (Екимов (Кузнецов) Михаил Михайлович) // Историческая энциклопедия Сибири. — Новосибирск, 2009. — Т. 2. — С. 356.
- Тихон (Сухов Трифон Григорьевич) // Историческая энциклопедия Сибири. — Новосибирск, 2009. Т. 3. — С. 255.
- Поповцы в Сибири // Историческая энциклопедия Сибири. — Новосибирск, 2009. — Т. 2. — С. 653—655.
- Единоверие // Историческая энциклопедия Сибири. — Новосибирск, 2009. — Т.1. — С. 524—525.
- Красноярский край // Православная энциклопедия. — М., 2015. — Т. XXXVIII : Коринф — Крискентия. — С. 472—473. — 33 000 экз. — ISBN 978-5-89572-029-5. (часть статьи; в соавторстве)
- Никодим Стародубский, инок // Православная энциклопедия. — М., 2018. — Т. L : Никодим — Никон, Патриарх Антиохийский. — С. 737-738. — 39 000 экз. — ISBN 978-5-89572-057-8.

отдельные издания
- Раскол русской православной церкви XVII в. Старообрядчество. Материалы к спецкурсу. Новосибирск, НГТУ. 2006. — 71 с.
- Сибирские общества белокриницких староверов во второй половине XIX — начале XX в. / Отв. ред.: академик Н. Н. Покровский, д-р ист. наук Н. Д. Зольникова. — Новосибирск, 2015. — 206 с.